# Uruguay Open 2013
L'Uruguay Open 2013 è stato un torneo di tennis facente parte della categoria ATP Challenger Tour nell'ambito dell'ATP Challenger Tour 2013. È stata la 9ª edizione del torneo che si è giocato a Montevideo in Uruguay dal 28 ottobre al 3 novembre 2013 su campi in terra rossa e aveva un montepremi di $50,000.

## Partecipanti singolare

### Teste di serie
| Nazionalità | Giocatore              | Ranking* | Testa di serie |
| ----------- | ---------------------- | -------- | -------------- |
| Argentina   | Leonardo Mayer         | 82       | 1              |
| Italia      | Paolo Lorenzi          | 86       | 2              |
| Argentina   | Diego Schwartzman      | 105      | 3              |
| Colombia    | Alejandro González     | 108      | 4              |
| Brasile     | Rogério Dutra da Silva | 127      | 5              |
| Spagna      | Pere Riba              | 133      | 6              |
| Argentina   | Martín Alund           | 133      | 7              |
| Spagna      | Rubén Ramírez Hidalgo  | 137      | 8              |
| Argentina   | Facundo Bagnis         | 139      | 9              |

- Ranking al ottobre 2013.

### Altri partecipanti
Giocatori che hanno ricevuto una wild card:
- Rodrigo Senattore
- Martín Cuevas
- Ariel Behar
- Marcelo Zormann da Silva

Giocatori che sono passati dalle qualificazioni:
- Andrea Collarini
- Thiago Monteiro
- Marcelo Arévalo
- Gonzalo Lama
- Marco Trungelliti (lucky loser)

Giocatori che hanno ricevuto un entry come special exempt:
- Pablo Cuevas

Giocatori che hanno ricevuto un entry con un protected ranking:
- Eduardo Schwank

## Vincitori

### Singolare
Thomaz Bellucci ha battuto in finale  Diego Schwartzman con il punteggio di 6–4, 6–4.

### Doppio
Martín Cuevas /  Pablo Cuevas hanno battuto in finale  André Ghem /  Rogério Dutra da Silva per walkover